# National Hockey League 1919-1920
La stagione 1919-1920 è stata la 3ª stagione della National Hockey League (NHL). A differenza della stagione precedente, la NHL ha attivato una nuova franchigia, i Quebec Athletics, aumentando il numero di squadre partecipanti a 4. Inoltre, dopo i cambiamenti nel suo assetto societario, la franchigia di Toronto ha adottato la nuova denominazione di Toronto St. Patricks. Le 4 squadre hanno disputato una regular season di 24 partite, divise in due parti. Gli Ottawa Senators, essendosi aggiudicati sia la First Half che la Second Half, hanno automaticamente ottenuto la vittoria del campionato e il diritto di partecipare alle successive Stanley Cup Finals, dove hanno affrontato e battuto in 5 gare i campioni della PCHA, i Seattle Metropolitans. In questo modo, i Senators hanno vinto per l'8ª volta nella loro storia la Stanley Cup, nonché per la 1ª volta da quando le Stanley Cup Finals sono diventate affare esclusivo delle due leghe di hockey su ghiaccio professionistiche più prestigiose di quegli anni, la NHL e la PCHA.

## Squadre partecipanti
| Club                 | Stagione | Conference | Division | Impianto          | Città         |
| -------------------- | -------- | ---------- | -------- | ----------------- | ------------- |
| Montreal Canadiens   | dettagli | —          | —        | Mount Royal Arena | Montreal (QB) |
| Ottawa Senators      | dettagli | —          | —        | The Arena         | Ottawa (ON)   |
| Quebec Athletics     | dettagli | —          | —        | Quebec Arena      | Québec (QB)   |
| Toronto St. Patricks | dettagli | —          | —        | Arena Gardens     | Toronto (ON)  |

## Stagione
Il 6 dicembre 1919 la NHL approva il cambio di nome della franchigia di Toronto, denominandola Toronto Tecumsehs (una denominazione già utilizzata dalla franchigia nel suo periodo di appartenenza alla NHA). Alcuni giorni dopo, la stessa franchigia è stata ceduta ad un nuovo gruppo di investitori privati, i quali hanno deciso di denominarla Toronto St. Patricks. Per acquisire la franchigia, il gruppo ha sborsato 5000 dollari alla NHL.
Dopo i tentativi di Percy Quinn di utilizzare la franchigia di Quebec per rivitalizzare la NHA e la disattivazione della stessa franchigia da parte della NHL, la città di Quebec si è ritrovata da quel momento senza una squadra di hockey su ghiaccio professionistica. Il 16 dicembre 1919, tuttavia, il Board of Directors della NHL approva la creazione di una nuova franchigia con sede nella città canadese, facendo in tal modo aumentare a 4 le squadre partecipanti al campionato.

## Cambi diarena
- Nell'aprile 1919, durante la off-season successiva alla precedente stagione, un incendio danneggia irreparabilmente il Jubilee Rink dei Montreal Canadiens. Nella prima parte di questa stagione i Canadiens giocano sempre in trasferta in attesa del completamento dei lavori della loro nuova arena, la Mount Royal Arena, conclusi nel gennaio 1920.
- La nuova squadra partecipante al campionato NHL, i Quebec Athletics, disputano le proprie partite casalinghe presso la Quebec Arena di Québec.

## Formato
Il regolamento del campionato prevedeva la divisione in due parti della regular season, al termine delle quali è stata stilata una classifica in base ai risultati ottenuti da ogni squadra. Le due squadre vincitrici delle due parti avrebbero quindi disputato la finale del campionato in una serie al meglio delle 7 gare. La squadra vincitrice del campionato avrebbe poi successivamente disputato le Stanley Cup Finals, affrontando i campioni della Pacific Coast Hockey Association.

## Regular season
Il 10 gennaio 1920 i Montreal Canadiens disputano la loro prima partita casalinga presso la Mount Royal Arena, il loro nuovo impianto casalingo dopo l'incendio che ha distrutto il Jubilee Rink nell'aprile 1919. In questa partita i Canadiens travolgono i Toronto St. Patricks con il punteggio di 14-7: i 21 goal complessivi segnati sono ancora il record imbattuto di marcature in una singola gara di tutta la storia della NHL, con Newsy Lalonde in grado di segnare ben 6 reti.
Il 24 gennaio, nella partita tra St. Patricks e gli Ottawa Senators (finita 5-3 per Toronto), a due minuti dalla fine il goalie dei St. Patricks, Clint Benedict, subisce una penalty e tra i pali viene schierato Jack Darragh, che riesce nell'impresa di non subire nessuna rete nonostante fosse un giocatore di movimento.
Nonostante un pessimo record complessivo della sua squadra nella regular season, con sole 4 vittorie e 20 sconfitte, il 31 gennaio 1920 l'attaccante dei Quebec Athletics Joe Malone ha stabilito il record (ancora imbattuto) del massimo numero di reti segnate da un giocatore in una singola gara del campionato NHL, ben 7 marcature segnate ai St. Patricks. Malone ne avrebbe segnate 8 se una marcatura non fosse stata annullata per offside (Malone avrebbe successivamente dichiarato: "L'unica cosa che mi ricordo è che era molto freddo"). Il successivo 14 marzo lo stesso Malone ha quasi eguagliato il suo record con 6 reti segnate ai Senators (gara vinta dagli Athletics per 10-4). Malone si sarebbe poi confermato capocannoniere del campionato, con 39 goal segnati, ma i suoi Athletics sono finiti ultimi in classifica stabilendo anche in questo caso un record tuttora imbattuto, ovvero quello della media goal incassati a partita, ben 7,18.
La stagione 1919-1920 ha visto un notevole incremento del pubblico alle partite dopo la conclusione della guerra. Il 21 febbraio 1920 viene registrato il record di presenze all'Arena Gardens di Toronto, nella gara tra St. Patricks e Senators, con 8500 spettatori.

## Classifiche

### First half
| Pos | Squadra              | G  | V | S  | N | GF | GS | DR  | Punti |
| --- | -------------------- | -- | - | -- | - | -- | -- | --- | ----- |
| 1.  | Ottawa Senators      | 12 | 9 | 3  | 0 | 59 | 23 | +36 | 18    |
| 2.  | Montreal Canadiens   | 12 | 8 | 4  | 0 | 62 | 51 | +11 | 16    |
| 3.  | Toronto St. Patricks | 12 | 5 | 7  | 0 | 52 | 62 | -10 | 10    |
| 4.  | Quebec Athletics     | 12 | 2 | 10 | 0 | 44 | 81 | -37 | 4     |

Fonte: Hockey Reference

Legenda
      Squadra qualificata alle Championship Finals.
Note

### Second half
| Pos | Squadra              | G  | V  | S  | N | GF | GS | DR  | Punti |
| --- | -------------------- | -- | -- | -- | - | -- | -- | --- | ----- |
| 1.  | Ottawa Senators      | 12 | 10 | 2  | 0 | 62 | 41 | +21 | 20    |
| 2.  | Toronto St. Patricks | 12 | 7  | 5  | 0 | 67 | 44 | +23 | 14    |
| 3.  | Montreal Canadiens   | 12 | 5  | 7  | 0 | 67 | 62 | +5  | 10    |
| 4.  | Quebec Athletics     | 12 | 2  | 10 | 0 | 47 | 96 | -49 | 4     |

Fonte: Hockey Reference

Legenda
      Squadra qualificata alle Championship Finals.
Note

## Playoff

### NHL Championship Finals
Dato che gli Ottawa Senators hanno concluso sia la First Half che la Second Half in prima posizione, non vi è stata necessità di disputare le Championship Finals, proclamando i Senators squadra campione NHL Con questo titolo i Senators hanno ottenuto il diritto di partecipare alle Stanley Cup Finals.

## Stanley Cup Finals
Gli Ottawa Senators, squadra campione della NHL, hanno ottenuto il diritto di confrontarsi con i Seattle Metropolitans, campioni PCHA dopo una stagione combattutissima, nelle Stanley Cup Finals 1920. Prima delle Finals si è posto il problema del colore delle divise, data la relativa somiglianza tra quelle delle due squadre: verde, rossa e bianca quella dei Metropolitans; nera, rossa e bianca quella dei Senators. Questi ultimi hanno quindi accettato di disputare la serie in maglia bianca. La serie, disputata al meglio delle 5 gare, si sarebbe dovuta disputare ad Ottawa (seguendo il tradizionale principio dell'alternanza), ma le alte temperature primaverili nella città canadese hanno costretto a far disputare le ultime due gare a Toronto, presso l'Arena Gardens.
| Squadra 1       | Totale | Squadra 2             | Gara 1 | Gara 2 | Gara 3 | Gara 4 | Gara 5 |
| --------------- | ------ | --------------------- | ------ | ------ | ------ | ------ | ------ |
| Ottawa Senators | 3–2    | Seattle Metropolitans | 2–3    | 0–3    | 3–1    | 2–5    | 6–1    |

## Statistiche
Fonte: NHL, Hockey Reference

### Statistiche individuali

#### Regular season

##### Skaters
| Pos | Giocatore       | Squadra              | GP | G  | A  | PIM | P  |
| --- | --------------- | -------------------- | -- | -- | -- | --- | -- |
| 1.  | Joe Malone      | Quebec Athletics     | 24 | 39 | 10 | 12  | 49 |
| 2.  | Newsy Lalonde   | Montreal Canadiens   | 23 | 37 | 10 | 34  | 47 |
| 3.  | Frank Nighbor   | Ottawa Senators      | 23 | 26 | 16 | 20  | 42 |
| 4.  | Jack Darragh    | Ottawa Senators      | 23 | 23 | 14 | 22  | 37 |
| 5.  | Corb Denneny    | Toronto St. Patricks | 24 | 24 | 12 | 20  | 36 |
| 6.  | Reg Noble       | Toronto St. Patricks | 24 | 24 | 7  | 49  | 31 |
| 7.  | Cully Wilson    | Toronto St. Patricks | 23 | 20 | 7  | 86  | 27 |
| 8.  | Didier Pitre    | Montreal Canadiens   | 22 | 14 | 12 | 6   | 26 |
| 9.  | Amos Arbour     | Montreal Canadiens   | 22 | 21 | 4  | 13  | 25 |
| 10. | Punch Broadbent | Ottawa Senators      | 21 | 19 | 6  | 38  | 25 |

##### Goaltenders
| Pos | Giocatore      | Squadra              | GP | Mins    | W  | L  | T | GA  | SO | GAA  |
| --- | -------------- | -------------------- | -- | ------- | -- | -- | - | --- | -- | ---- |
| 1.  | Clint Benedict | Ottawa Senators      | 24 | 1442:50 | 19 | 5  | 0 | 64  | 5  | 2.66 |
| 2.  | Mike Mitchell  | Toronto St. Patricks | 16 | 830:00  | 6  | 7  | 0 | 60  | 0  | 4.34 |
| 3.  | Georges Vezina | Montreal Canadiens   | 24 | 1455:25 | 13 | 11 | 0 | 113 | 0  | 4.66 |
| 4.  | Frank Brophy   | Quebec Athletics     | 21 | 1249:05 | 3  | 18 | 0 | 148 | 0  | 7.11 |

## NHL Awards
- Campione NHL – Ottawa Senators

La O'Brien Cup, ancora considerata nel 1920 il trofeo destinato alla squadra campione della NHA, non è stato assegnato nel 1920. Il trofeo rimase nelle cure dei Montreal Canadiens, che l'avevano conquistato nel 1917, fino alla morte del loro proprietario, George Kennedy, nel 1921. In quell'anno la NHL concluse un accordo per riutilizzare il trofeo. Nella Hockey Hall of Fame, i Montreal Canadiens vengono indicati come vincitori del trofeo per la stagione 1919-1920.

## Allenatori
- Montreal Canadiens: Newsy Lalonde
- Ottawa Senators: Pete Green
- Quebec Athletics: Mike Quinn
- Toronto St. Patricks: Frank Carroll

## Record
- 31 gennaio 1920 – Nella partita contro i Toronto St. Patricks, Joe Malone (Quebec Athletics) segna 7 goal stabilendo il record di marcature messe a referto da un singolo giocatore in una partita del campionato NHL.[7][8]
- 3 marzo 1920 – Nella partita contro i Quebec Athletics, i Montreal Canadiens segnano 16 reti, stabilendo il record di marcature segnate da una squadra in una singola partita del campionato NHL.[11][12]

## Debutti
La seguente lista racchiude giocatori degni di nota che hanno esordito nella stagione 1919-1920, indicati con la squadra in cui hanno esordito. Con il simbolo asterisco (*) si indica l'esordio nei playoff.
- Babe Dye (Toronto St. Patricks) – Nominato nella Hockey Hall of Fame nel 1970.

Dei giocatori che hanno esordito in questa stagione, Jake Forbes è stato il giocatore ad aver avuto la carriera più longeva, ritiratosi dopo la stagione 1932-1933 (con una pausa nella stagione 1921-1922).

## Ultime partite
La seguente lista racchiude giocatori degni di nota che hanno disputato la loro ultima partita in NHL nella stagione 1919-1920.
- nessuno